# Patelloa fuscimacula
Patelloa fuscimacula là một loài ruồi trong họ Tachinidae.